# Szpęgawa (rzeka)
Szpęgawa to rzeka w północnej Polsce na Kociewiu, nazywana również górnym biegiem rzeki Motławy. Długość rzeki wynosi około 10 km. Źródła rzeki znajdują się na wschód od Starogardu Gdańskiego na obszarze leśnym Lasu Szpęgawskiego (miejsca masowych zbrodni niemieckich podczas II wojny światowej). Rzeka przepływa w górnym biegu przez rynnowe jeziora Rywałdzkie, Szpęgawskie i Zduńskie. W biegu środkowym Szpęgawa przyjmuje lokalne strugi wypływające z okolic jezior Damaszka i Godziszewskiego i zmienia kierunek przepływu na równoleżnikowy uchodząc do jeziora Rokickiego Dużego i przechodząc w wypływającą z ww. jeziora rzekę Motławę.

## Miejscowości nad rzeką
- Szpęgawsk
- Wędkowy